# Кім Пхьон Сок
Кім Пхьон Сок (кор. 김평석, нар. 22 вересня 1958) — південнокорейський футболіст, що грав на позиції захисника. По завершенні ігрової кар'єри — футбольний тренер.
Виступав, зокрема, за клуб «Ульсан Хьонде», а також національну збірну Південної Кореї.

## Клубна кар'єра
У дорослому футболі дебютував 1983 року виступами за команду клубу «Ульсан Хьонде», в якій провів п'ять сезонів, взявши участь у 83 матчах чемпіонату. 
Завершив професійну ігрову кар'єру у клубі «Юкон Коккірі», за команду якого виступав протягом 1989—1990 років.

## Виступи за збірну
1983 року дебютував в офіційних матчах у складі національної збірної Південної Кореї. 
У складі збірної був учасником чемпіонату світу 1986 року у Мексиці, на якому вийшов на поле у стартовому складі у першій грі групового етапу проти збірної Аргентини, але вже на 23-й хвилині був замінений і в подальших матчах південнокорейської збірної на мундіалі участі не брав.
Загалом протягом кар'єри у національній команді, яка тривала 5 років, провів у формі головної команди країни 31 матч.

## Кар'єра тренера
Завершивши виступи на футбольному полі, розпочав тренерську роботу. Працював тренером насмперед в університетських командах, також входив до тренерських штабів декількох клубних команд, зокрема «Ульсан Хьонде». 
На чемпіонаті світу 1998 року у Франції входив до тренерського штабу збірної Південної Кореї, який очолював Чха Бом Ґин. Після розгромної поразки 0:5 у матчі другого кола групового етапу проти збірної Нідерландів головного тренера азійської команди було звільнено. Кіма було призначено виконувачем обов'язків головного тренера збірної до завершення чемпіонату, а по суті на одну гру, оскільки на той час після двох поразок південнокорейці вже не мали шансів на вихід з групи. Попри це команда у заключному матчі на мундіалі дала бій збірній Бельгії і єдиний матч Кіма на чолі збірної завершився унічию 1:1.
| Дата       | Місто        | Господарі      | Результат             | Гості             | Турнір                     | Голи | Примітки |
| ---------- | ------------ | -------------- | --------------------- | ----------------- | -------------------------- | ---- | -------- |
| 6-3-1983   | Токіо        | Японія         | 1 – 1                 | Південна Корея    | Щорічний матч Корея-Японія | -    |          |
| 6-6-1983   | Сувон        | Південна Корея | 4 – 0                 | Таїланд           | Кубок Президента 1983      | -    |          |
| 8-6-1983   | Сеул         | Південна Корея | 1 – 0                 | Нігерія           | Кубок Президента 1983      | -    |          |
| 12-6-1983  | Чонджу       | Південна Корея | 3 – 0                 | Індонезія         | Кубок Президента 1983      | -    |          |
| 15-6-1983  | Сеул         | Південна Корея | 1 – 0                 | Гана              | Кубок Президента 1983      | -    |          |
| 29-7-1983  | Лос-Анджелес | Гватемала      | 1 – 1                 | Південна Корея    | товариський матч           | -    | 45'      |
| 3-8-1983   | Гватемала    | Гватемала      | 2 – 1                 | Південна Корея    | товариський матч           | -    |          |
| 9-8-1983   | Сан-Хосе     | Коста-Рика     | 1 – 1                 | Південна Корея    | товариський матч           | -    |          |
| 4-10-1984  | Сеул         | Південна Корея | 5 – 0                 | Камерун           | товариський матч           | -    |          |
| 13-10-1984 | Колката      | Пакистан       | 0 – 6                 | Південна Корея    | Відбір до Кубка Азії 1984  | -    |          |
| 19-10-1984 | Колката      | Індія          | 0 – 1                 | Південна Корея    | Відбір до Кубка Азії 1984  | -    |          |
| 5-12-1984  | Сінгапур     | Південна Корея | 0 – 0                 | Кувейт            | Кубок Азії 1984 - 1-й етап | -    |          |
| 6-6-1985   | Теджон       | Південна Корея | 3 – 2                 | Таїланд           | Кубок Президента 1985      | -    |          |
| 8-6-1985   | Кванджу      | Південна Корея | 3 – 0                 | Бахрейн           | Кубок Президента 1985      | -    |          |
| 15-6-1985  | Сеул         | Південна Корея | 2 – 0                 | Ірак              | Кубок Президента 1985      | -    |          |
| 21-7-1985  | Сеул         | Південна Корея | 2 – 0                 | Індонезія         | Відбір до ЧС 1986          | -    |          |
| 30-7-1985  | Джакарта     | Індонезія      | 1 – 4                 | Південна Корея    | Відбір до ЧС 1986          | -    |          |
| 26-10-1985 | Токіо        | Японія         | 1 – 2                 | Південна Корея    | Відбір до ЧС 1986          | -    |          |
| 3-11-1985  | Сеул         | Південна Корея | 1 – 0                 | Японія            | Відбір до ЧС 1986          | -    |          |
| 3-12-1985  | Лос-Анджелес | Мексика        | 2 – 1                 | Південна Корея    | товариський матч           | -    |          |
| 8-12-1985  | Ірапуато     | Угорщина       | 1 – 0                 | Південна Корея    | Турнір у Мексиці           | -    | 29'      |
| 11-12-1985 | Гвадалахара  | Мексика        | 2 – 1                 | Південна Корея    | Турнір у Мексиці           | -    | 79'      |
| 16-2-1986  | Гонконг      | Південна Корея | 1 – 3                 | Парагвай          | Турнір у Гонконзі          | -    |          |
| 2-6-1986   | Мехіко       | Аргентина      | 3 – 1                 | Південна Корея    | ЧС 1986 - 1-й етап         | -    | 22'      |
| 1-10-1986  | Пусан        | Південна Корея | 1 – 1 д.ч. (5-4 п.п.) | Іран              | Літні Азійські ігри 1986   | -    |          |
| 3-10-1986  | Сеул         | Індонезія      | 0 – 4                 | Південна Корея    | Літні Азійські ігри 1986   | -    |          |
| 5-10-1986  | Сеул         | Південна Корея | 2 – 0                 | Саудівська Аравія | Літні Азійські ігри 1986   | -    |          |
| 10-6-1987  | Масан        | Південна Корея | 0 – 0                 | Єгипет            | Кубок Президента 1987      | -    |          |
| 12-6-1987  | Пусан        | Південна Корея | 1 – 0                 | США               | Кубок Президента 1987      | -    |          |
| 14-6-1987  | Теджон       | Південна Корея | 4 – 2                 | Таїланд           | Кубок Президента 1987      | -    |          |
| 21-6-1987  | Сеул         | Південна Корея | 1 – 1 д.ч. (5-4 п.п.) | Австралія         | Кубок Президента 1987      | -    |          |
| Усього     |              | Матчів         | 31                    |                   | Голів                      | 0    |          |

## Титули і досягнення
- Переможець Азійських ігор: 1986